# Gabino Cué Monteagudo
Gabino Cué Monteagudo, né le 23 février 1966 à Oaxaca de Juárez, Oaxaca, est un homme politique mexicain. Il a été le gouverneur de l'État mexicain d'Oaxaca du 1er novembre 2010, au 30 novembre 2016.